# Mesosetum loliiforme
Mesosetum loliiforme är en gräsart som först beskrevs av Ernst Gottlieb von Steudel, och fick sitt nu gällande namn av Albert Spear Hitchcock. Mesosetum loliiforme ingår i släktet Mesosetum och familjen gräs. Inga underarter finns listade i Catalogue of Life.